# قصر سبادا

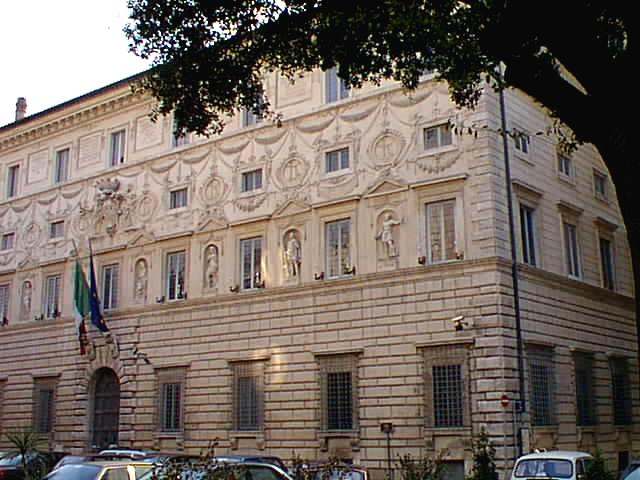
واجهة قصر سبادا.

قصر سبادا هو قصر في روما يضم مجموعة فنية كبرى تعرف باسم غاليريا سبادا. تم تجميعها في الأصل من قبل الكاردينال برناردينو سبادا في القرن السابع عشر وأضاف عليها الكاردينال فابريزيو سبادا ابن أخيه (1643-1717) وفيرجينيو سبادا (1596-1662). يقع القصر في رايوني ريغولا في ساحة كابو دي فيرو مع حديقة تواجه التيبر على مقربة من قصر فارنيزي.

## طالع ايضا
- المنظور الصلب